# Коменчини, Луиджи
Луи́джи Коменчи́ни (итал. Luigi Comencini; 8 июня 1916[…], Сало, Ломбардия — 6 апреля 2007[…], Рим) — итальянский кинорежиссёр. Наряду с такими режиссёрами, как Дино Ризи, Этторе Скола и Марио Моничелли считается мастером в жанре комедии по-итальянски (итал. «commedia all’italiana»).
Его дочери Кристина и Франческа также стали кинорежиссёрами.

## Биография
Коменчини родился в городе Сало. Его детство проходило во Франции, в городе Ажан (Новая Аквитания), куда семья перебралась из-за финансовых проблем. Уже в школьные годы сделался большим поклонником кинематографа. Учился в Политехническом институте в Милане, где познакомился с режиссёром Альберто Латтуада. В послевоенные годы участвовал в создании Миланской кинематеки (официально основана в 1947). В 1946 году, фотографируя разрушенный бомбежками Милан, решил снять документальную ленту о жизни детей среди развалин; так появился фильм «Дети в городе». Перебравшись в Рим по совету Карло Понти, снял свой первый успешный фильм «Император Капри», в котором снялся Тото. В 1951 году Федерико Феллини предложил ему экранизировать написанный Феллини в соавторстве с Туллио Пинелли сценарий «Закрытые жалюзи». Детский фильм «Хейди» (1952) снискал успех у публики. Следующим фильмом режиссёра, который считается одной из первых «commedia all’italiana», стал «Хлеб, любовь и фантазия» (итал. «Pane, Amore e Fantasia») с Витторио де Сика и Джиной Лоллобриджидой в главных ролях. За успешной первой частью фильма последовала вторая — «Хлеб, любовь и ревность».
В 1955 году выходит фильм Коменчини «Красотка из Рима», в котором он впервые снимает Альберто Сорди. В 1960 году режиссёр снова приглашает Сорди сниматься в его фильме — на этот раз в «Tutti a casa» («Все по домам»). Фильм повествует о первых днях после подписания перемирия, положившего конец войне на территории Италии. Этот фильм имел большой успех и, помимо национальных кинонаград, получил специальный приз на Московском международном кинофестивале.
«Военную» тему режиссёр развил в фильме по роману Карло Кассолы «Невеста Бубе» («La ragazza di Bube», 1963 год), посвящённому судьбе партизана в послевоенной Италии. Фильм был весьма благосклонно встречен автором книги. Коменчини принадлежит еще ряд экранизаций, включая адаптацию цикла произведений Джованнино Гварески о Доне Камилло.
Драма Коменчини «Непонятый» (1966) была снята по роману английской писательницы Флоренс Монтгомери.
В 1970-х годах в советском прокате с успехом демонстрировались две остросоциальные картины Коменчини: комедия «Игра в карты по-научному» и драма «Преступление во имя любви».
Телевизионная экранизация романа Карло Коллоди «Приключения Пиноккио» в её сокращенной для большого экрана версии демонстрировалась в 1973 году на Московском международном кинофестивале и завоевала золотой приз по конкурсу детских фильмов.
Среди последних работ режиссёра — киноадаптация оперы Пуччини «Богема». Режиссёр сдвинул время действия оперы в начало XX века.
В 1987 году на Венецианском кинофестивале Коменчини был присужден почетный «Золотой лев» за карьеру в киноискусстве. С 1980-х годов режиссёр страдал болезнью Паркинсона.

## Награды и отличия

### Кинематографические премии
- Кинофестиваль в Берлине 1954: Серебряный медведь — фильм Хлеб, любовь и фантазия
- Давид Донателло 1967: лучший режиссёр — фильм Непонятый
- Кинофестиваль в Венеции
  - 43-й Кинофестиваль 1986: Премия Pietro Bianchi
  - 44-й Кинофестиваль 1987: Золотой лев — за достижения всей карьеры
- Серебряная лента
  - 1947: лучший документальный фильм — Дети в городе
  - 1982: лучший оригинальный сценарий — фильм Разыскивается Иисус

### Награды
- Cavaliere di Gran Croce Ordine al Merito della Repubblica Italiana 1996
- Grand’Ufficiale dell’Ordine al merito della Repubblica Italiana 1987

## Фильмография
- Новеллетта (La novelletta, 1937) (документальный короткометражный)
- Дети в городе (Bambini in città, 1946) (документальный короткометражный)
- Красть запрещается (Proibito rubare, 1948)
- Император Капри (L’imperatore di Capri, 1949)
- Больница преступления (L’ospedale del delitto, 1950) (документальный короткометражный)
- Закрытые жалюзи (Persiane chiuse, 1951)
- Торговля белыми женщинами (La tratta delle bianche, 1952)
- Хейди (Heidi, 1952)
- Чемодан сновидений (La valigia dei sogni, 1953)
- Хлеб, любовь и фантазия (Pane, amore e fantasia, 1953)
- Хлеб, любовь и ревность (Pane, amore e gelosia, 1954)
- Знак Венеры (Il segno di Venere, 1955)
- Красотка из Рима (La bella di Roma, 1955)
- Окно, выходившее в луна-парк (La finestra sul Luna Park, 1957)
- Мужья в городе (Mariti in città, 1957)
- Опасные жёны (Mogli pericolose, 1958)
- И к тому же в понедельник утром (E ciò al lunedì mattina, 1959)
- Любовные сюрпризы (Le sorprese dell’amore, 1959)
- Все по домам (Tutti a casa, 1960)
- Верхом на тигре (A cavallo della tigre, 1961)
- Коммисар (Il commissario, 1962)
- Невеста Бубе (La ragazza di Bube, 1963)
- Три ночи любви (Tre notti d’amore, 1964) — эпизод «Fatebenefratelli»
- Моя женщина (La mia signora, 1964) — эпизод «Эритрея»
- Куколки (Le bambole, 1965) — эпизод «Изучение евгеники»
- Лгунья (La bugiarda, 1965)
- Дон Камилло в России (Il compagno Don Camillo, 1965)
- Непонятый (Incompreso, 1966)
- Итальянская разведка (Italian Secret Service, 1968)
- Детство, призвание и первые опыты Джакомо Казановы, венецианца (Infanzia, vocazione e prime esperienze di Giacomo Casanova, veneziano, 1969)
- Мы ничего о ней не знаем (Senza sapere niente di lei, 1969)
- Дети и мы (I bambini e noi, 1970) (ТВ-сериал)
- Приключения Пиноккио (Le avventure di Pinocchio, 1972) (Мини-сериал ТВ)
- Игра в карты по-научному (Lo scopone scientifico, 1972)
- Преступление во имя любви (Delitto d’amore, 1974)
- Боже мой, как низко я пала! (Mio Dio, come sono caduta in basso!, 1974)
- Воскресная женщина (La donna della domenica, 1975)
- Дамы и господа, доброй ночи! (Signore e signori, buonanotte, 1976)
- Лишь бы не узнали все вокруг!.. (Basta che non si sappia in giro (1976) — эпизод «Экивок» / «Высший»
- Эти странные обстоятельства (Quelle strane occasioni, 1976) — эпизод «Лифт»
- Кот (Il gatto, 1977)
- Пробка — невероятная история (L’ingorgo — Una storia impossibile, 1979)
- Вернись, Эудженио (Voltati Eugenio, 1980)
- Замужество Катерины (Il matrimonio di Caterina, 1982) (ТВ)
- Разыскивается Иисус (Cercasi Gesù, 1982)
- Сердце (Cuore, 1984) (ТВ)
- История (La Storia, 1986) (ТВ)
- Мальчик из Калабрии (Un ragazzo di Calabria, 1987)
- Французы глазами… (Les français vus par, 1988) (Мини-сериал ТВ) — эпизод «Паломничество в Ажан»
- Богема (La bohème) (1988)
- Счастливого Рождества... с Новым годом (Buon Natale… buon anno, 1989)
- Марчеллино (Marcellino, 1991)